# Митар Папић
Митар Папић (Билећа, 1908 – Сарајево, 1988) био је културни и просвјетни историчар. Завршио Богословски факултет у Београду 1935, те се посветио изучавању школства у БиХ.

## Биографија
Његово обимно дјело из те области обухвата цјелокупно школство у БиХ до 1941 (српско, хрватски, муслиманско и јеврејско), па и оно настало на особођеној територији у БиХ за вријеме II св. рата, као и бројне друштвено-политичке и културне прилике у вези с тим. Књиге су му утемељене на бројним архивским истраживањима (Архив БиХ, Архив САНУ, Архив Србије, Архив заједничког министарског савјета, архивска грађа српско-правослваних општина, и др.), педагошким листовима и часописима, календарима и сл. Био професор Богословије у Сарајеву.